# Eva Schatzer
Eva Schatzer, född den 16 januari 2005 i Brixen, är en italiensk fotbollsspelare.

## Karriär
Eva Schatzer inledde sin seniorkarriär i Juventus FC år 2023, varifrån hon samma år lånades ut till Sampdoria. Hon har även representerat det italienska damlandslaget där hon debuterade år 2024.